# Tuffi ai campionati europei di nuoto 2024 - Trampolino 1 metro femminile
La competizione del trampolino 1 metro femminile ai campionati europei di nuoto di Belgrado 2024 si è svolta il 18 giugno 2024, presso l'Istituto serbo per lo sport e la medicina sportiva di Belgrado, in Serbia.
Il turno preliminare si è svolto alle ore 10:00. La finale si è svolta alle 16:55.

## Risultati
In verde sono indicati i finalisti
| Class   | Tuffatore            | Nazione       | Preliminare | Preliminare     | Finale          | Finale          |   |        |   |
| ------- | -------------------- | ------------- | ----------- | --------------- | --------------- | --------------- | - | ------ | - |
| Class   | Tuffatore            | Nazione       | Oro         | Elna Widerström | Svezia          | 241.90          | 1 | 250.25 | 1 |
| Argento | Aleksandra Błażowska | Polonia       | 207.80      | 10              | 231.35          | 2               |   |        |   |
| Bronzo  | Emilia Nilsson Garip | Svezia        | 239.45      | 2               | 230.15          | 3               |   |        |   |
| 4       | Lize van Leeuwen     | Paesi Bassi   | 204.75      | 12              | 218.10          | 4               |   |        |   |
| 5       | Jana Lisa Rother     | Germania      | 211.00      | 8               | 215.70          | 5               |   |        |   |
| 6       | Matilde Borello      | Italia        | 218.55      | 6               | 214.35          | 6               |   |        |   |
| 7       | Lauren Hallaselkä    | Finlandia     | 216.20      | 7               | 211.70          | 7               |   |        |   |
| 8       | Lotti Hubert         | Germania      | 229.25      | 5               | 200.70          | 8               |   |        |   |
| 9       | Helle Tuxen          | Norvegia      | 209.80      | 9               | 229.25          | 9               |   |        |   |
| 10      | Amy Rollinson        | Gran Bretagna | 231.10      | 4               | 228.10          | 10              |   |        |   |
| 11      | Clare Cryan          | Irlanda       | 205.85      | 11              | 227.75          | 11              |   |        |   |
| 12      | Elettra Neroni       | Italia        | 237.00      | 3               | 221.95          | 12              |   |        |   |
| 13      | Tereza Jelínková     | Slovacchia    | 198.90      | 13              | Non qualificate | Non qualificate |   |        |   |
| 14      | Odessa Kack          | Finlandia     | 193.15      | 14              | Non qualificate | Non qualificate |   |        |   |
| 15      | Sude Köprülü         | Turchia       | 191.10      | 15              | Non qualificate | Non qualificate |   |        |   |
| 16      | Caroline Kupka       | Norvegia      | 185.45      | 16              | Non qualificate | Non qualificate |   |        |   |
| 17      | Tilly Brown          | Gran Bretagna | 176.75      | 17              | Non qualificate | Non qualificate |   |        |   |
| 18      | Mariami Shanidze     | Georgia       | 168.65      | 18              | Non qualificate | Non qualificate |   |        |   |
| 19      | Katarina Ilić        | Serbia        | 126.65      | 19              | Non qualificate | Non qualificate |   |        |   |
| 20      | Tara Vesić           | Serbia        | 125.60      | 20              | Non qualificate | Non qualificate |   |        |   |